# Jumellea walleri
Jumellea walleri är en orkidéart som först beskrevs av Robert Allen Rolfe, och fick sitt nu gällande namn av La Croix. Jumellea walleri ingår i släktet Jumellea och familjen orkidéer. Inga underarter finns listade i Catalogue of Life.